# Zack Snyder
Zachary Edward „Zack“ Snyder (* 1. března 1966 Green Bay, Wisconsin, USA) je americký režisér, producent a scenárista.
V 90. letech 20. století natočil několik videoklipů pro interprety jako jsou Peter Murphy, Morrissey, Soul Asylum, Alexander O'Neal a Dionne Farris. V roce 2004 debutoval celovečerním akčním hororem Úsvit mrtvých, který je remakem stejnojmenného snímku z roku 1978. Následovaly komiksové adaptace 300: Bitva u Thermopyl (2006) a Strážci – Watchmen (2009). V letech 2013–2017 se režijně, producentsky a scenáristicky podílel na filmech série DC Extended Universe.
Jeho druhou manželkou je od roku 2004 filmová producentka Deborah Snyder.

## Režijní filmografie
- 2004 – Úsvit mrtvých
- 2006 – 300: Bitva u Thermopyl
- 2009 – Strážci – Watchmen
- 2010 – Legenda o sovích strážcích
- 2011 – Sucker Punch
- 2013 – Muž z oceli
- 2015 – Batman v Superman: Úsvit spravedlnosti
- 2017 – Liga spravedlnosti (v roce 2021 režisérský sestřih Liga spravedlnosti Zacka Snydera)
- 2021 – Armáda mrtvých
- 2023 – Rebel Moon: První část – Zrozená z ohně
- 2024 – Rebel Moon: Druhá část – Jizvonoška